# Pernambucodwerguil
De pernambucodwerguil (Glaucidium mooreorum) is een vogel uit de familie van de uilen. Het is een ernstig bedreigde, endemische vogelsoort uit het Atlantisch Woud in Brazilië.

## Kenmerken
Het is een kleine uil, 13 cm lang en hij weegt 51 g. Deze dwerguil lijkt sterk op de kleinste dwerguil (Glaucidium minutissimum) maar heeft een langere staart en kortere vleugels en is bleker van kleur.

## Verspreiding en leefgebied
Deze soort is endemisch in het oosten van Brazilië. De uil werd waargenomen in de boomkronen in fragmenten van oud, secundair bos in de deelstaat Pernambuco in een natuurreservaat (Reserva Biológica de Saltinho).

## Status
Deze uil werd in 1990 ontdekt en in 2001 opnieuw op een andere plek. Daarna is uitgebreid gezocht op vergelijkbare plaatsen, maar werd de uil niet meer gehoord of gezien. Het gaat waarschijnlijk om een zeer kleine, in aantal afnemende populatie. Het leefgebied van deze uil staat onder een enorme druk door ontbossingen veroorzaakt door bosbranden en illegale houtkap, mogelijk is de soort daardoor al uitgestorven. Hij staat nog als ernstig bedreigd (kritiek) op de Rode Lijst van de IUCN.